# Biritiba-Mirim
Biritiba-Mirim este un oraș în São Paulo (SP), Brazilia.